# Acacia papulosa
Acacia papulosa é uma espécie de leguminosa do gênero Acacia, pertencente à família Fabaceae.